# カーク・キャメロン
カーク・キャメロン（Kirk Cameron、1970年10月12日 - ）は、アメリカ合衆国の俳優。

## 人物・来歴
カリフォルニア州ロサンゼルス市パノラマ・シティ地区生まれ。家族は父親が学校の教師、母親は製菓店勤め。3人の姉妹のうちの1人は『フルハウス』のキャンディス・キャメロンであり、兄弟で芸能人である。子役でデビューしたのち、1985年にファミリーシットコム『愉快なシーバー家』の長男マイク役でブレイクし、全米のアイドルとなった。

### プライベート
1991年には年上でケイト役の共演者のチェルシー・ノーブルと結婚し、2人の実子の他に養子を4人取っている。
『シーバー家』のマイクを等身大で演じているイメージを持たれているが、学校の成績は首席クラスであり、マイクのような落ちこぼれで女の子好きではないことはあまり知られていない。
福音主義の敬虔なクリスチャンで、宗教保守の活動家として米国では知られており、福音派向けの映画やテレビ作品への出演が多い。福音主義の立場から同性愛に対して否定的で「ゲイは不自然なことで、多くの文明の根本に対し有害で破壊的」と発言し、中傷と闘うゲイ&レズビアン同盟や『シーバー家』の共演者等から批判を受けている

## 主な出演作品

### テレビドラマ
- 愉快なシーバー家 (1985年〜1992年)
- フルハウス (1988年) ※ゲスト出演（シーズン1-18「ふくれっ面のDJ (Just One of the Guys)」）
- フラーハウス（season5）※ゲスト出演

### 映画
- 明日へのタッチダウン＜旧題：タッチダウン'90＞ (1985年)
- テニス靴をはいたコンピューター（TV映画） (1985年)
- ハモンド家の秘密 (1987年)
- 青春!ケンモント大学 (1989年)
- ユー・ラッキー・ドッグ/名犬ラッキーは大富豪?（TV映画） (1998年)
- 愉快なシーバー家-ママの選挙運動（TV映画） (2000年)
- 人間消失シリーズ（TV映画） (2000年〜2005年)
- ファイアー･ストーム（TV映画）(2008年)

### ビデオ
- バック・トゥ・ザ・フューチャーの秘密 (1990年) ※ナビゲーターを務めている。[3]
- ナイトメアン/子供たちの百物語 (1990年) ※本人役で出演。

### ゲーム
- The Horde (1994年)